# Station Ostrołęka
Station Ostrołęka is een spoorwegstation in de Poolse plaats Ostrołęka.